# Macedone (mitologia)
Macedone (in greco antico: Μακεδών?, Makedṓn) è un personaggio della mitologia greca, eponimo della regione storica della Macedonia.

## Genealogia
A Macedone sono assegnate diverse genealogie: è detto figlio di Zeus e Tia, figlio di Eolo e Enarete, figlio del re d'Arcadia Licaone, o anche figlio del dio egizio Osiride, in una versione in cui tale dio è sincretizzato con Dioniso.
Ebbe almeno due figli, Piero, eponimo della Pieria, e Amato o Emato, eponimo dell'Emazia. Attraverso Piero, potrebbe essere antenato del celebre cantore Orfeo, che è detto in alcune versioni essere figlio di Eagro, a sua volta figlio di Piero.